# Myioborus pictus
Myioborus pictus là một loài chim trong họ Parulidae.